# Sistema Mediterrani Català
El Sistema Mediterrani Català, també conegut com les Serralades Costaneres, és un sistema dual d'alineacions muntanyoses més o menys paral·leles, la Serralada Prelitoral i la Serralada Litoral.

## Descripció
Les dues cadenes que formen el sistema són separades per una fossa tectònica, llenca deprimida coneguda com la Depressió Prelitoral.
El Sistema Mediterrani Català —és a dir, les dues serralades que transcorren de manera paral·lela— s'estén de sud-oest, amb la serra de l'Espina enllaçant amb els Ports de Tortosa-Beseit del Sistema Ibèric, fins a nord-est, convergint amb els contraforts dels Pirineus que s'estenen des de la mar Mediterrània cap a l'oest.
Els Pirineus i el Sistema Mediterrani Català emmarquen una àrea interior més o menys planera coneguda com la Depressió Central Catalana.
- La Serralada Prelitoral és l'alineació interior, que s'estén des de la desembocadura del Ter fins al Montsià, i presenta els punts més alts del conjunt del Sistema. El Turó de l'Home, al Montseny, n'és el pic més alt, amb 1.705,8 m d'altitud.[1]

- La Serralada Litoral, per contra, és l'alineació exterior, paral·lela a la costa, que s'estén des de l'Empordà fins al Camp de Tarragona, i les seves altituds són menors. El Massís del Montnegre conté el punt més alt, el Turó d'en Vives, de 760,3 m d'altitud.[1]

## Geologia
| Pirineus Prepirineus Depressió Central Petits contraforts de la Depressió Central | Serralada Transversal Serralada Prelitoral Serralada Litoral Depressió Litoral, Prelitoral i altres planes costaneres |

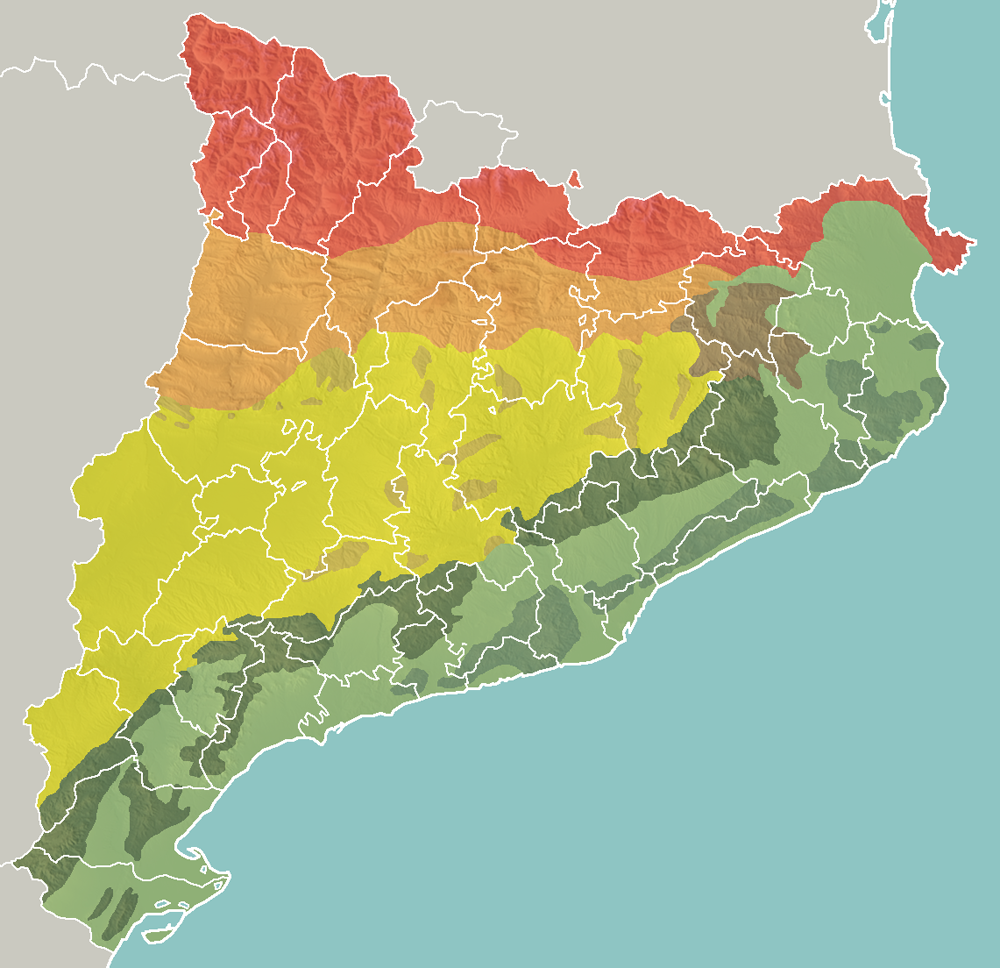
Mapa de les diverses unitats morfoestructurals de Catalunya:

Geològicament el sistema és molt complex. És el resultat de l'aixecament tectònic d'un antic massís d'una longitud de més de 300 km.
S'hi diferencien dos grans sectors la línia divisòria dels quals és el riu Llobregat. El sector del nord està constituït per materials paleozoics i cristal·lins, mentre que el sector del sud està format per sediments mesozoics i terciaris.

## Unitats de relleu
Transversalment, el Sistema Mediterrani es pot dividir en tres unitats:
- els relleus septentrionals, que s'estenen de l'Empordà al Llobregat,
- els relleus centrals, del Llobregat a l'Ebre, i
- els relleus meridionals, del Baix Ebre fins al riu Millars al País Valencià.